# La danza dei milioni (film 1914)
La danza dei milioni è un film muto italiano del 1914 diretto da Baldassarre Negroni.